# Rakety vzduch–vzduch
Rakety vzduch–vzduch se využívají pro vzdušný letecký boj. Jsou obvykle vybaveny jedním nebo více raketovými motory, zpravidla na tuhé palivo, někdy i na palivo kapalné.
Některé používané rakety v roce 2019:
- AIM-9 Sidewinder – raketa krátkého dosahu s infračerveným naváděním
- IRIS-T – raketa krátkého dosahu s infračerveným naváděním
- AIM-120 AMRAAM – raketa středního dosahu s radarovým naváděním
- AIM-7 Sparrow – raketa středního dosahu s radarovým naváděním
- Derby – raketa středního dosahu s radarovým naváděním
- MBDA Aspide – raketa středního dosahu
- MBDA MICA – raketa středního dosahu
- AIM-54 Phoenix – raketa dlouhého dosahu s radarovým naváděním
- MBDA Meteor – raketa dlouhého dosahu s radarovým naváděním